# 차이스커우역
차이스커우역(중국어: 菜市口站)은 중국 베이징시 시청구 광안먼네이 가도, 춘수 가도, 뉴제 가도, 타오란팅 가도의 접경인 쉬안먼 외대가, 광안먼 내대가, 뤄마스 대가, 차이스커우 대가의 교차로에 위치한 베이징 지하철 4호선과 7호선의 지하철 환승역이다.

## 위치
이 역은 차이스커우(菜市口, 채시구), 즉 쉬안우먼 외대가-차이스커우 대가와 광안먼 내대가-뤄마스 대가(량광로)가 만나는 지점에 있다.

## 역 구조

### 층별 구조
| 지면층                | 가도                            | A-G출입구                                 |
| 지하 1층              | 7호선 대합실                    | 티켓 서비스, 출입구, 편의점               |
| 지하 2층 7호선 승강장 | ←                               | ■ 7호선 베이징 서역 방면 (광안먼네이)     |
| 지하 2층 7호선 승강장 | 섬식 승강장, 왼쪽 출입문이 열림 |                                           |
| 지하 2층 7호선 승강장 | →                               | ■ 7호선 유니버설리조트 방면(후팡차오)     |
| 지하 3층              | 4호선 대합실                    | 발권 서비스, 출입 게이트                  |
| 지하 4층 4호선 승강장 | ←                               | ■ 4호선 안허차오베이 방면 (광안먼네이)    |
| 지하 4층 4호선 승강장 | 섬식 승강장, 왼쪽 출입문이 열림 |                                           |
| 지하 4층 4호선 승강장 | →                               | ■ 4호선 톈궁위안 방면 (다싱선) (타오란팅) |

### 대합실
4호선 차이스커우역은 별도의 대합실을 채택하고 있으며 북대합실은 솬우먼 외대가 지하에, 남대합실은 차이르커우 대가 지하에 위치해 있다. 북대합실에서 이어지는 환승 통로에는 엘리베이터가 설치되어 있다.  7호선 대합실은 4호선 대합실 맞은편에 광안먼 내대가-뤄마스 대가 지하에 위치하며 남쪽에는 《선남아집(宣南雅集)》이라는 제목의 벽화가 있다.

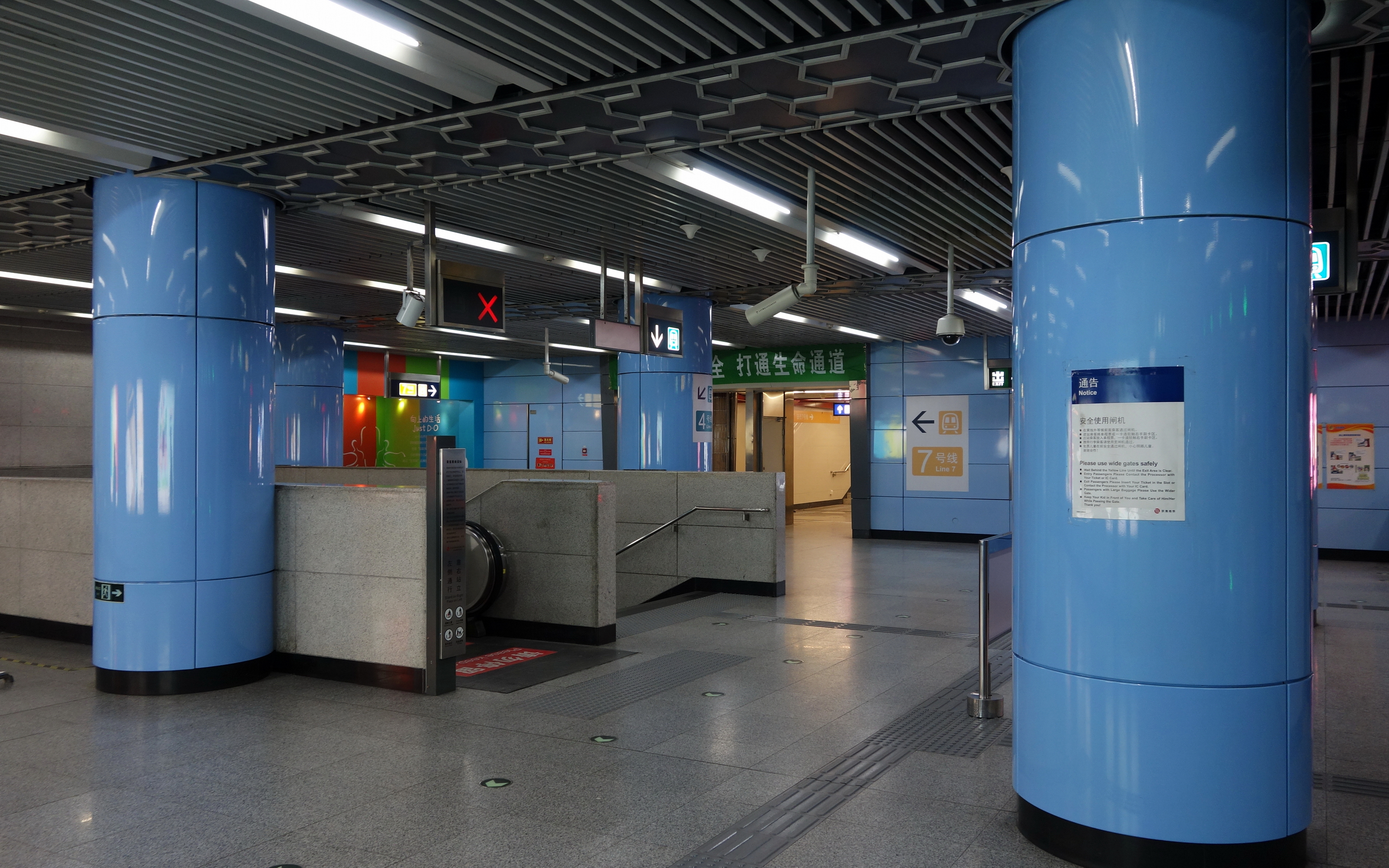
4호선 차이스커우역 대합실 (2015년 11월)
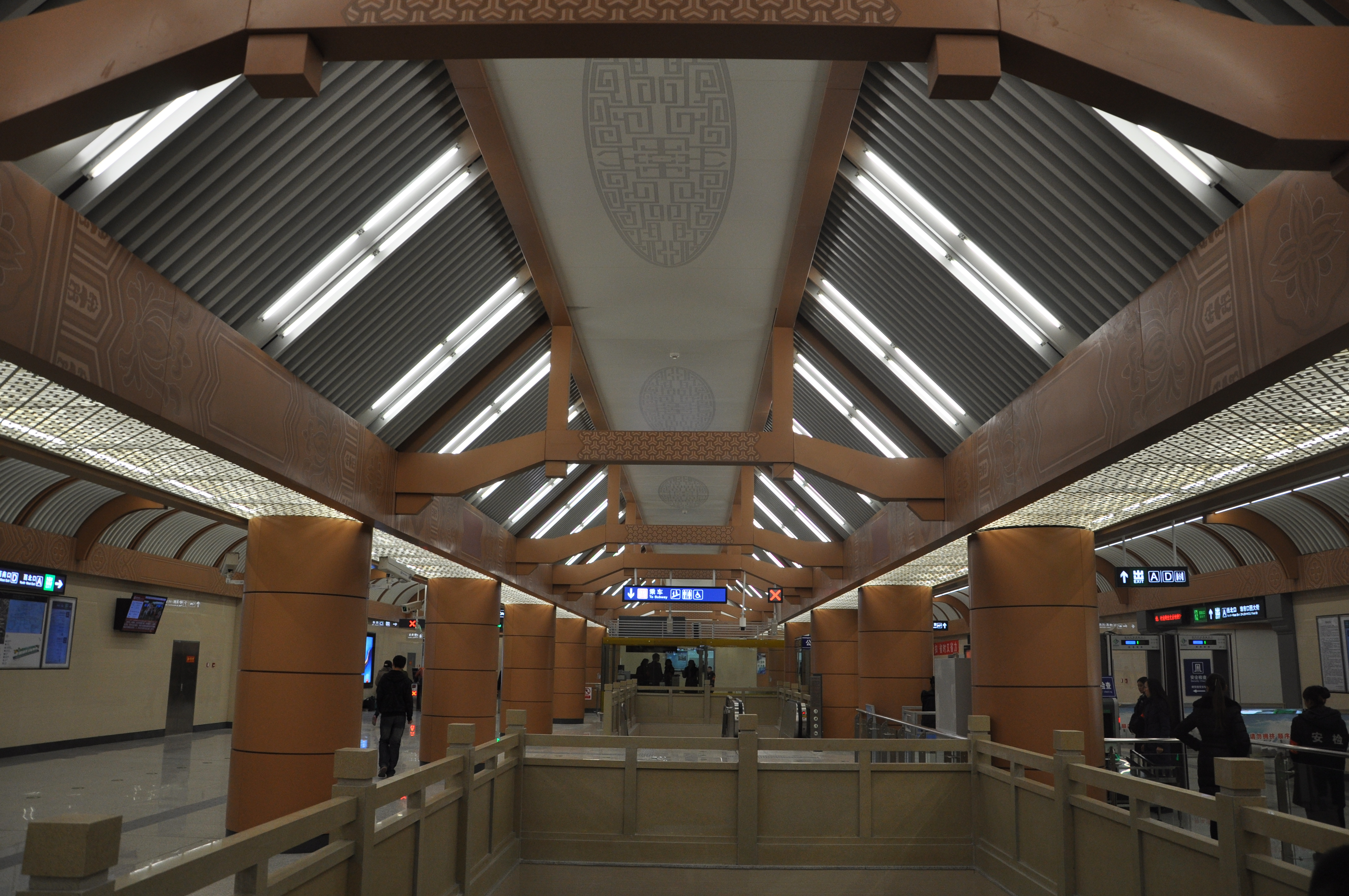
7호선 차이스커우역 대합실 (2014년 12월)
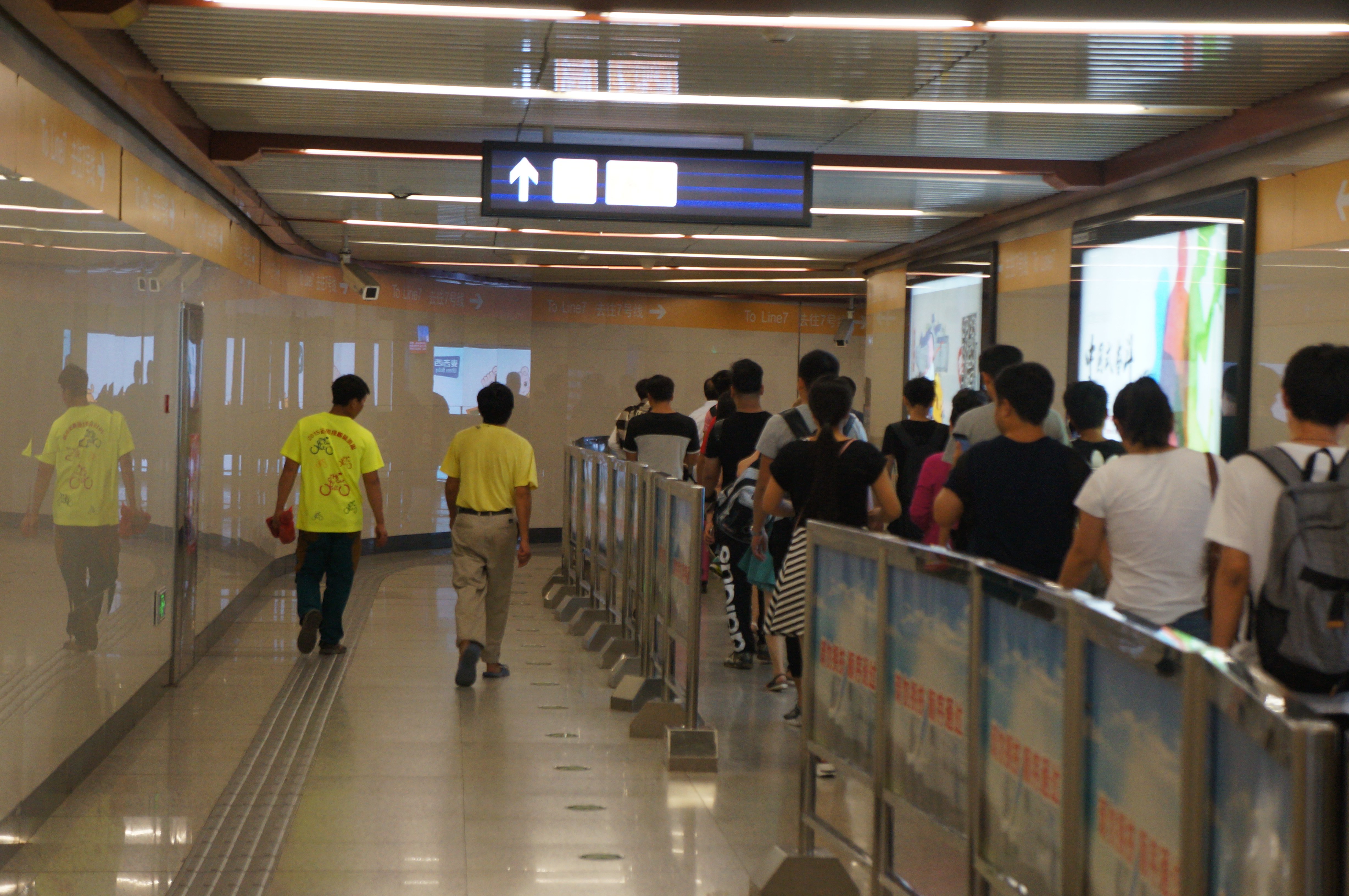
4-7호선 환승통로 (2016년 6월)

### 승강장

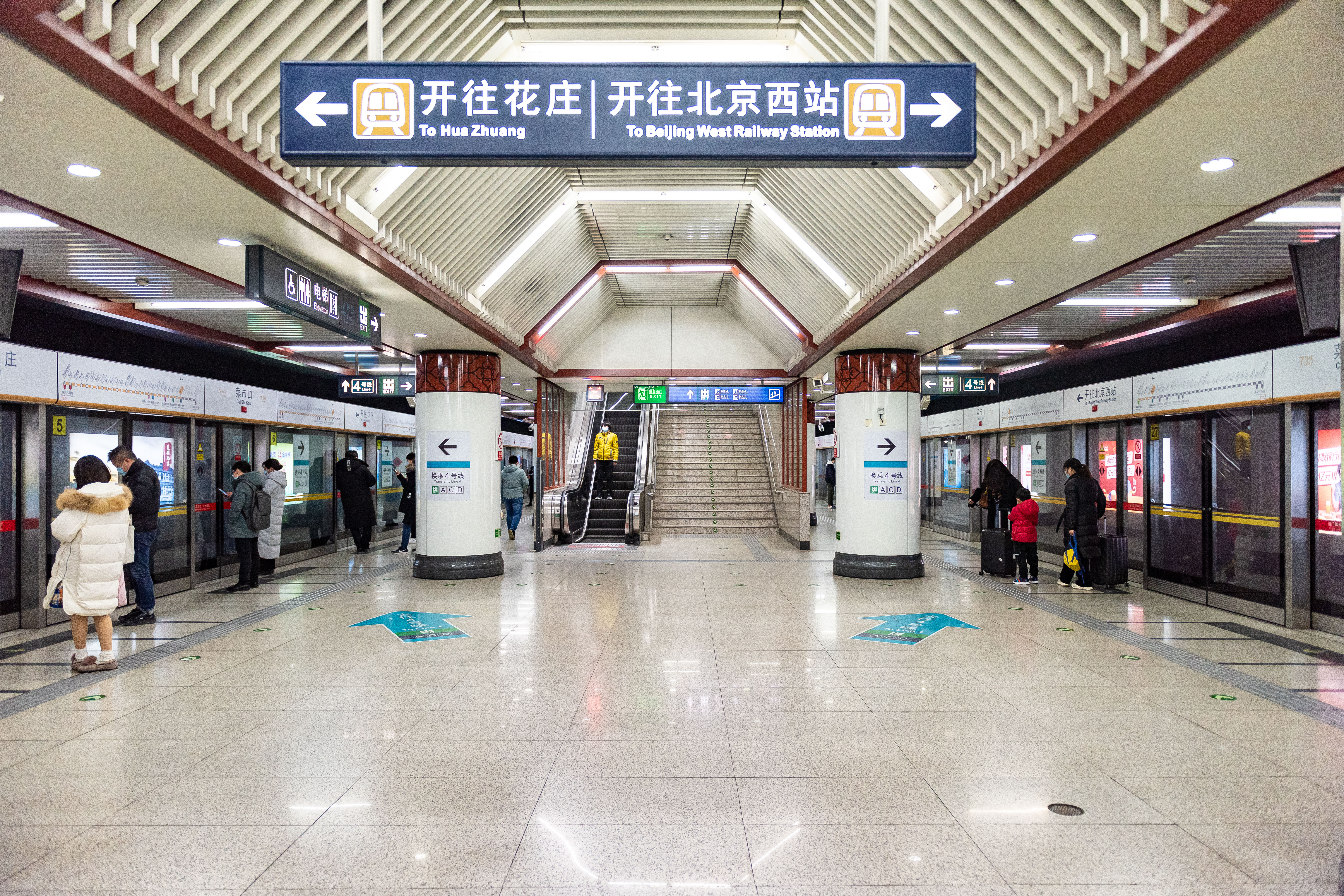
7호선 승강장 (2021년 2월)

4호선 차이스커우역 승강장은 섬식 승강장으로 솬우먼 외대가차이스커우 대가 아래에 위치해있다. 7호선 승강장도 같은 섬식 승강장으로 광안먼 내대가-뤄마스  대가 아래에 위치하며, 중앙에는 하층 4호선 승강장으로 가는 일방통행 환승통로가 있다. 본 역의 4호선 승강장 남쪽 끝에는 회차선이 설치되어 있다.

## 출구
4호선역에는 3개의 출구가 있다.: A(서북), C(남남동), D(서남). 7호선을 따라 연결된 출구는 2개가 있다.: E(서북), F(동북).
|                                          | |      |             |
|                                          | |      |             |
| 출구                                     | 출구 인근 | 사진 | 무장애 시설 |
| 出口 · A                                 | 솬우먼 외대가(서측), 광네이 병원, 베이징시 제14중학 분교, 회족학교, 신화사 베이징지사, 시청구 춘수서구 보건서비스센터 |      |             |
| 出口 · C                                 | 차이스커우 대가(동측), 베이징시 제43중학, 춘수 청소년 활동 센터                                                       |      |             |
| 出口 · D                                 | 광안먼 내대가(남측), 중국이동통신, 중국 다탕 그룹                                                                     |      |             |
| 出口 · E                                 | 광안먼 내대가(북측), 그린트리인 익스프레스 호텔(格林豪泰快捷酒店), 신화통신사 베이징 지사                             |      |             |
| 出口 · F                                 | 뤄마스 대가(북측), 춘수(椿树) 파출소, 푸줘 빌딩(富卓大厦)/월마트 쇼핑 플라자, 차이나유니콤 베이징 지사                |      |             |
| 出口 · G                                 | 광안먼 내대가 |      |             |
| 아이콘 설명: 엘리베이터 \| 휠체어 리프트 | |      |             |

 위키미디어 공용에 차이스커우역 관련 미디어 분류가 있습니다.